# El Salvadors historia
När spanjorerna på 1520-talet kom till området fanns det flera indianfolk där med relativt hög kultur. Det viktigaste var pipilerna, som var besläktade med aztekerna i Mexiko. Indianerna bjöd segt motstånd mot spanjorerna och utgjorde länge huvuddelen av befolkningen. El Salvador styrdes av spanjorerna som en provins under Guatemala. Landet deltog i Centralamerikas frigörelse från Spanien på 1820-talet, värjde sig mot en union med Mexico och ingick i en lös federation av centralamerikanska småstater, innan det förklarade sig självständigt 1841.
Kaffeodlingen, som infördes under 1800-talets senare del, ökade storgodsägarnas makt och El Salvador har präglats av ekonomiskt fåtalsvälde och från 1930-talet (då ett kommunistlett uppror bland lantarbetarna slogs ner) av öppna eller förtäckta militärregimer. Motsättningar mellan staterna i området har lett till flera väpnade konflikter, den senaste med Honduras 1969, det s.k. fotbollskriget. 
1979 tog moderata officerare makten i en kupp och reformer utlovades, men militärjuntans politik försköts snabbt mot höger och vänsteroppositionen växte. 1980 mördade högerextremister den regimkritiske ärkebiskopen Oscar Romero. Men USA ökade sitt stöd till El Salvador efter sandinisternas revolution i Nicaragua 1979. Ett blodigt inbördeskrig kostade över 70 000 salvadorianer livet, och mer än en halv miljon flydde ur landet. Förhandlingar på 1980-talet mellan den förenade gerillan (FMLN), som bojkottade alla val, och regeringen under president José Napoleón Duarte (kristdemokrat) misslyckades. Efter påtryckning från USA och under FN:s medling nådde slutligen president Alfredo Cristiani (från ultrahögern Arena) vapenvila efter tolv års inbördeskrig. I slutet av 1992 undertecknades ett fredsavtal. Gerillan ombildades till ett politiskt parti. 1994 tillträdde president Armando Calderón Sol, också han från Arena.
I presidentvalet 2019 segrade Nayib Bukele, en då 37-årig tidigare borgmästare i San Salvador som gick till val utan något av de två dominerande partierna i ryggen. Med sin hårdföra politik väcker Bukele oro för auktoritära tendenser, men han har vunnit stort väljarstöd med sin kamp mot gängbrottsligheten. Parlamentsvalet 2021 blev en jordskredsseger för Bukeles parti. Den 8 juni 2021, på initiativ av president Bukele, infördes Bitcoin som valuta tillsammans med USA-dollarn. Kryptovalutan Bitcoin blir landets andra valuta, vid sidan av den amerikanska dollarn. Landet har ingen egen valuta.